# مقاطعة كلاتسوب (أوريغون)
مقاطعة كلاتسوب (بالإنجليزية: Clatsop County)‏ هي إحدى مقاطعات ولاية أوريغون في الولايات المتحدة الأمريكية.